# Ostertagia lyrata
Ostertagia lyrata är en rundmaskart som beskrevs av Agnes Sjöberg 1926. Ostertagia lyrata ingår i släktet Ostertagia och familjen Trichostrongylidae. Arten är reproducerande i Sverige. Inga underarter finns listade i Catalogue of Life.